# Samuel Furer
Samuel Furer (* 1898 in Bern; † 1961) war ein Schweizer Musiklehrer und Komponist.
Furer entstammt einem Berner Geschlecht. Er war Musiklehrer am Seminar Muristalden und komponierte christliche Musik, besonders Chorpartituren. Furers Nachlass in der Burgerbibliothek Bern umfasst „persönliche Papiere, Korrespondenzen und Musikalien, vor allem Notenmaterial und Materialien zu seinen Kompositionen“.